# Sulzer Wasserfall

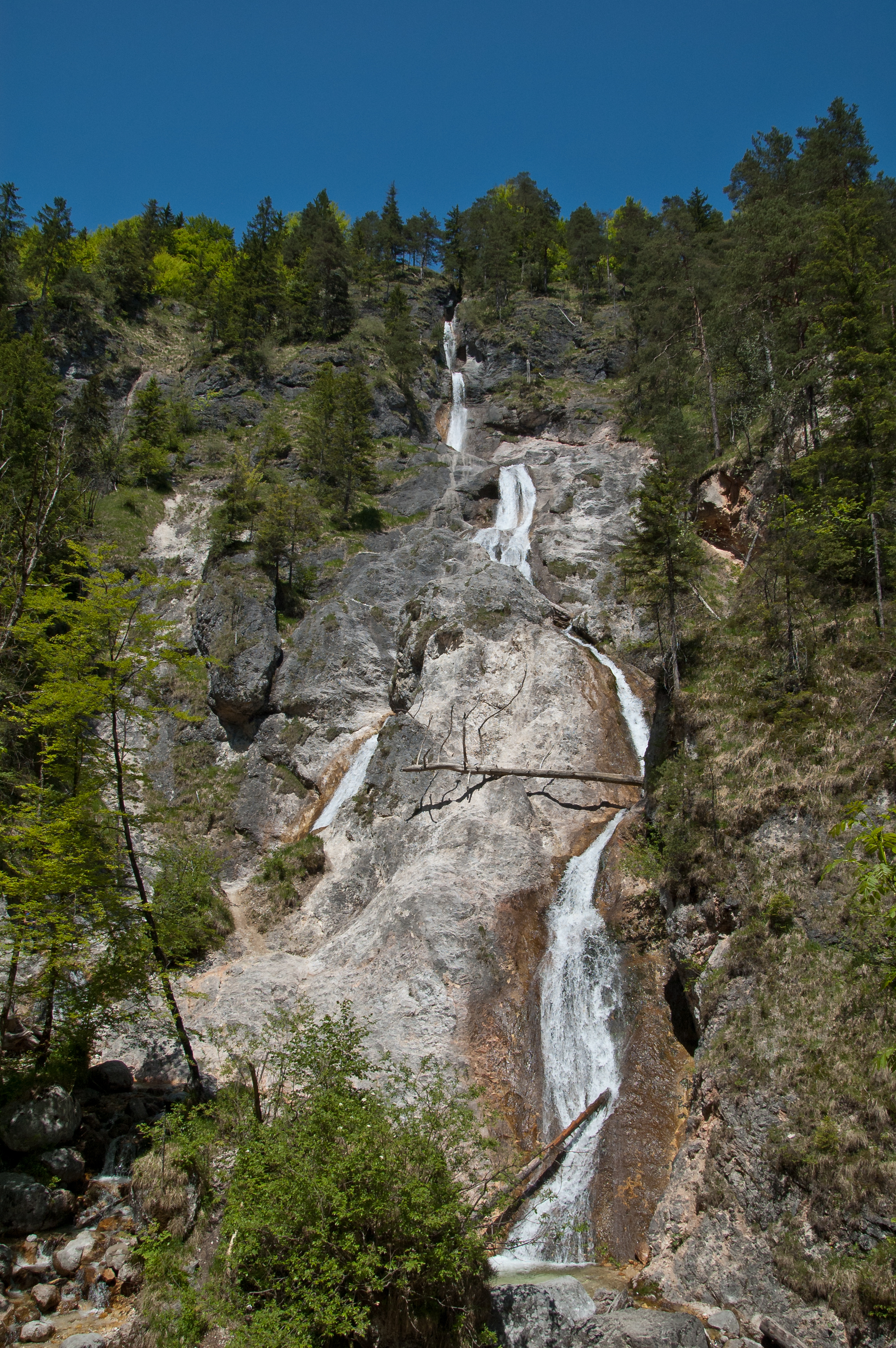
Der Sulzer Wasserfall in der Almbachklamm

Der Sulzer Wasserfall ist ein Wasserfall des in den Almbach linksseitig einmündenden Sulzbaches am Untersberg in den Berchtesgadener Alpen. Mit 114 m Fallhöhe ist er einer der höchsten Wasserfälle Deutschlands. Der Sulzer Wasserfall entstand durch rückschreitende Erosion des Almbaches in den Ramsau-Dolomit an der Südflanke des Untersberges. Er stürzt in insgesamt fünf Kaskaden in die Almbachklamm. Der Sulzbach mündet mit seinem Wasserfall an dieser Stelle in den Almbach. Der Sulzer Wasserfall ist weitgehend vegetationslos.
Koordinaten: 47° 40′ 29″ N, 13° 0′ 52″ O